# Mouldsworth
Mouldsworth – wieś w Anglii, w hrabstwie ceremonialnym Cheshire, w dystrykcie (unitary authority) Cheshire West and Chester. Leży 12 km na północny wschód od miasta Chester i 262 km na północny zachód od Londynu. W 2001 miejscowość liczyła 302 mieszkańców.